# Getto w Strykowie
Getto w Strykowie – getto żydowskie utworzone podczas II wojny światowej przez okupantów w Strykowie.

## Historia
Przed wybuchem II wojny światowej w Strykowie mieszkały około 2 tysiące Żydów. 29 grudnia 1939 roku około 1600 Żydów przesiedlono do Głowna, w Strykowie pozostało 378 Żydów – robotników i rzemieślników oraz ich rodzin. 
Getto w Strykowie utworzono wiosną 1940 roku przy ulicy Kościuszki i Browarnej. Granice getta wyznaczała ulica Kościuszki i rzeka Moszczenica. Na terenie getta znalazła się m.in. synagoga. Getto zostało zamknięte i otoczne drutem kolczastym jesienią tego samego roku. Pilnowaniem getta zajmowało się 7 żandarmów rekrutowanych z lokalnych Volksdeutschów pod dowództwem Oskara Knappe (Knapczyńskiego). Kierownikiem cywilnej administracji getta był Amtskommissar Steineck. W getcie działał Judenrat, którego przewodniczącym był Mosze Blusztein, oraz policja żydowska.
Początkowo w getcie uwięziono około 400 Żydów, populacja zwiększyła się jednak do około 650 osób wraz z napływem uchodźców ze Zgierza i Łodzi. Getto składało się z 12–14 drewnianych lub murowanych budynków, w jednym pomieszczeniu mieszkało często aż 8 osób. W getcie szerzył się głód (z głodu umierały głównie dzieci oraz starcy), panowała także tragiczna sytuacja sanitarna. Jedynym źródłem wody w getcie były rowy wykopane na jego terenie. Kilkukrotnie dochodziło do epidemii tyfusu, w związku z czym jeden budynek przeznaczony został na izolatorium. Leczeniem chorych w getcie zajmował się polski lekarz Boguchwał Panaś.
Więźniowie getta wykorzystywani byli do pracy przymusowej na terenie miasta. Knappe wykorzystywał Żydów m.in. do kopania stawów rybnych, podczas pracy pastwiąc się nad więźniami. Inni Żydzi zmuszani byli do pracy przy naprawie dróg lub rozbiórce budynków. Dwa razy dziennie odbywał się apel, podczas którego sprawdzano czy żaden z więźniów nie uciekł z getta.
Getto zostało zlikwidowane w kwietniu lub maju 1942 roku. W getcie pozostawało wówczas około 300 Żydów, których Niemcy zmusili do przemaszerowania do getta w Brzezinach, po drodze zabijając najsłabszych. Większość Żydów zginęła podczas likwidacji getta w Brzezinach w dniach 19–21 maja 1942 roku, stając się ofiarami obozu zagłady w Chełmnie nad Nerem. Część Żydów przesiedlono do getta łódzkiego.
Budynki po getcie zostały zburzone w 1943 roku.